# Gould-amandina
A Gould-amandina (Erythrura gouldiae) a madarak osztályának a verébalakúak (Passeriformes) rendjébe, ezen belül a díszpintyfélék (Estrildidae) családjába tartozó faj.

## Rendszerezése
A fajt John Gould angol ornitológus írta le 1844-ben, az Amadina nembe Amadina gouldiae néven. Besorolása vitatott egyes szervezetek a Chloebia nembe sorolják Chloebia gouldiae néven.

## Előfordulása
Ausztrália északi részén honos. Természetes élőhelyei a szubtrópusi és trópusi száraz gyepek, bokrosok és szavannák. Állandó, nem vonuló faj.

## Megjelenése
Testhossza 15 centiméter, ebből 4 centiméter a farka, testtömege 10,5-16 gramm. Három színváltozata van: a fekete, a vörös és a sárga fejű. Nem is olyan régen a színváltozatokat három külön fajnak tartották, de ma már tudjuk, hogy ezek csupán egyetlen faj változatai.
A hím mellén a lila, a hasán a sárga szín, sötétebb és intenzívebb, mint a tojóén. A fej felső része és a fejoldalak skarlátvörös vagy sárga vagy fekete színűek, e színt hátulról vékony fekete csík szegélyezi, amely alul a torok fekete foltjával egyesül. E mögött széles türkizkék szalag fut. A tarkó és a nyakoldalak aranyos zöldek, a hát fűzöld. A deréktáj és a felső farkfedők színe kék. A begy lila színű, és ezt a mell felé egy keskeny narancssárga szalag szegélyezi. A test alsó része aranysárga. A szárnyfedők és a másodrendű evezők fűzöldek, a szárny többi része sötét szürkésbarna, a farok fekete. Szeme barna, csőre pirosas-fehér, de hegye kárminvörös, lába sárgás hús vörös. Farka hegyes és fekete.
|  |  |

## Életmódja
Fűmagvakkal táplálkozik.

## Szaporodása
Fészkét odúba rakja és fűszénával béleli. Fészekalja 6-9 tojásból áll, melyen 15-17 napig kotlik.

## Érdekesség
Ez a faj szerepel a ViewSonic logón, amelyen három madár ül egy zöld ágon.
A Nagyerdei Kultúrpark is tart belőle néhány példányt.